# Institució Brookings
La Institució Brookings o Brookings Institution és un centre d'investigació (think tank) sense ànims de lucre, fundat el 1916. La seva seu es troba a Washington DC (Estats Units).
Brookings afirma que es dediquen a la funció pública a través de la investigació i a l'educació en les ciències socials, especialment en economia, govern i política exterior. Essent un dels centres d'investigació més antics a Washington, Brookings declara que el seu objectiu principal és "contribuir al desenvolupament de polítiques públiques sòlides i promoure la comprensió del públic de qüestions d'importància nacional".
L'organització s'autoanomena com a independent, però sovint és descrita pels mitjans de comunicació com una organització liberal. D'altra banda, alguns liberals del país han criticat la tasca dels estudiosos en política exterior de Brookings per donar massa suport a les polítiques de l'administració de George W. Bush.
L'organització és dirigida actualment per Strobe Talbott, ex-secretari adjunt d'Estat dels Estats Units sota la presidència de Bill Clinton. Kemal Derviş, ex-ministre d'economia de Turquia, és actualment vicepresident i Director del programa d'Economia i Desenvolupament Global.